# Jan de Geus
Johannes (Jan) de Geus ('s Gravenmoer, 24 juni 1945 – aldaar, 13 april 2007) was een Nederlands politicus van de ARP en later het CDA.
Hij heeft gestudeerd aan de Katholieke Hogeschool Tilburg en was vanaf 1961, op 15-jarige leeftijd, al lid van de ARP. Zijn carrière begon in 1967 en hij werkte in die periode bij het Ministerie van Financiën en de gemeente Breda. Op 32-jarige leeftijd werd hij  gedeputeerde. Vanaf januari 1978 was De Geus 17 jaar gedeputeerde bij de provincie Noord-Brabant. In april 1995 werd De Geus waarnemend burgemeester van Loon op Zand wat hij tot 1 januari 1997 zou blijven en enkele maanden later werd hij waarnemend burgemeester van Sittard tot die gemeente op 1 januari 2001 opging in de nieuwe gemeente Sittard-Geleen. In augustus 2001 volgde zijn benoeming tot burgemeester van Waalwijk. Op 1 april 2007 ging De Geus vervroegd met pensioen en nog geen twee weken later overleed hij op 61-jarige leeftijd.
De Geus heeft diverse onderscheidingen ontvangen; zo was hij Ridder in de Orde van de Nederlandse Leeuw en de Orde van Oranje-Nassau en Drager van het Officierskruis van de Orde van Verdienste van de Republiek Polen.